# Natasha Little
Natasha Little, född 2 oktober 1969 i Liverpool, England, är en brittisk skådespelare.  
Little studerade vid Guildhall School of Music and Drama; efter examen engagerades hon vid Hamstead Theatre. Hon har främst rönt framgångar i engelska TV-produktioner, men har även förekommit i flera långfilmer och spelat teater.

## Filmografi (urval)
- 1996 – London's Burning (TV-serie)
- 1997 – Livet kan börja (TV-serie)
- 1998 – Fåfängans marknad (TV-serie)
- 2000 – Gröna fingrar
- 2002 – Dickens (TV-serie)
- 2003 – Crooked Man (TV-fim)
- 2004 – Vanity Fair
- 2004 – The Queen of Sheba's Pearls
- 2005 – Angell's Hell (TV-film)
- 2009 – Mr. Nobody
- 2011 – Star Wars: The Old Republic (röst i datorspel)
- 2012 – 007 Legends (röst i datorspel)
- 2013 – Breathless (TV-serie)
- 2016 – The Night Manager (TV-serie)